# 恩美巴拉格西
恩美巴拉格西（Enmebaragesi），约公元前2600年的苏美尔城邦基什的国王。
恩美巴格拉西的名字出现在《苏美尔王表》上，《苏美尔王表》提到他征服了埃兰，并且说他在位时间长达900年。
考古学家在尼普尔发现的一个花瓶碎片上刻有他的名字，从而证实他是确实存在过的历史人物。同时，他也是目前已知的苏美尔列王中的最早的一位。
恩美巴格拉西也是《吉爾伽美什史詩》中的基什王阿伽的父亲。